# Антонов, Дмитрий Игоревич (историк)
Дми́трий И́горевич Анто́нов — российский историк, специалист в области русской средневековой культуры, семиотики иконографии, культурной антропологии. Доктор исторических наук, директор и ведущий научный сотрудник Учебно-научного Центра визуальных исследований Средневековья и Нового времени факультета культурологии РГГУ, профессор кафедры истории и теории культуры факультета культурологии РГГУ, старший научный сотрудник Лаборатории теоретической фольклористики ШАГИ ИОН РАНХиГС.

## Биография
В 2003 окончил историко-филологический факультет РГГУ по специальности историк.
В 2006 году защитил кандидатскую диссертацию «Самосознание древнерусского книжника в эпоху Смуты» (научный руководитель — проф. А. Л. Юрганов).
В 2007—2013 гг. — доцент института русской истории РГГУ.
С 2012 — доцент кафедры истории и теории культуры РГГУ.
С 2013 года — старший научный сотрудник Лаборатории теоретической фольклористики ШАГИ ИОН РАНХиГС.
В 2019 году защитил докторскую диссертацию «Демонология в визуальной культуре Московской Руси».
С 2019 года является директором и ведущим научным сотрудником Учебно-научного центра визуальных исследований Средневековья и Нового времени факультета культурологии РГГУ.

## Научная деятельность
В серии книг и статей исследовал русскую иконографию «врага» (демонов и грешников) как семиотическую систему, взаимосвязанную с письменной и устной культурой. Многие работы в этом направлении написаны Д. И. Антоновым в соавторстве с М. Р. Майзульсом. С 2012 года совместно с О. Б. Христофоровой выпускает ежегодный научный альманах «In Umbra: демонология как семиотическая система» и является соорганизатором международной конференции-биеннале «Демонология как семиотическая система» (2010, 2012, 2014, 2016, 2018).
В работах, посвященных визуальной культуре, Д. И. Антонов объединяет методы семиотики, фольклористики и культурной антропологии, изучает дрейф мотивов между книжным, устным и визуальным языками культуры. Исследования сфокусированы как на морфологии и семантике изображений, так и на вопросах зрительской рецепции и стратегиях коммуникации с сакральными образами.
Книги 2009 и 2019 гг. посвящены русской культуре Смутного времени, формированию «канона избрания» на царство, мифу о самозванце как колдуне и Антихристе, «потешному аду» Лжедмитрия на Москве-реке, эволюции древнерусских представлений о клятве и крестном целовании в XVII в.
Отдельные статьи посвящены восточнославянской «народной Библии» и демонологии, коммуникативным и семиотическим аспектам русского фольклора.
Книга «Нимб и крест: как читать русские иконы» в 2024 г. стала финалистом премий «Книга года» и «Просветитель».
В 2021 г. под руководством Д. И. Антонова проводится общероссийский проект исследования советских икон — религиозных артефактов эпохи СССР. О явлении советской иконы изданы книги Д. И. Антонова и Д. Ю. Доронина. Выставки советских икон проходили в музеях Москвы, Санкт-Петербурга, Нижнего Новгорода, Твери и других городов.
Приглашенный лектор Ягеллонского (2013), Тартуского (2015, 2016) и др. университетов, участник российских и международных конференций.

### Основные работы
Монографии:
- Цари и самозванцы: борьба идей в России Смутного времени. М.: РГГУ, 2019. 316 c.; ил.
- Анатомия ада: Путеводитель по древнерусской визуальной демонологии. М.: Форум; Неолит, 2013 Архивная копия от 9 июля 2021 на Wayback Machine; 2014; 2018; 2020 (в соавторстве с М. Р. Майзульсом). 254 с., ил.
- Демоны и грешники в древнерусской иконографии: Семиотика образа Архивная копия от 20 октября 2021 на Wayback Machine. М.: Индрик, 2011 (в соавторстве с М. Р. Майзульсом). 376 с., ил.
- Смута в культуре средневековой Руси: Эволюция древнерусских мифологем в книжности начала XVII в. М.: РГГУ, 2009. 424 с., ил.
- Fairies, Demons, and Nature Spirits: 'Small Gods' at the Margins of Christendom". Ed. by M. Ostling. London: Palgrave MacMillan, 2018. (Chapter, p. 123—143).
- Knowing Demons, Knowing Spirits: Discernment and Experience of the Preternatural in the Late Medieval and Early Modern Period". Ed. by R. Raiswell, D. Winter. London: Palgrave MacMillan, 2018. (Chapter, p. 123—142).
- Антонов Д., Зотов С., Майзульс М. Восковые ноги и железные глаза: вотивные практики от Средневековья до наших дней. СЛОВО, 2022. ISBN 978-5-387-01812-1
- Иконы советской эпохи: лики традиции. Индрик, 2022. ISBN 978-5-91674-669-3
- Советские иконы История и этнография Нижегородской традиции. Индрик, 2023. ISBN 978-5-91674-669-3
- Нимб и крест: как читать русские иконы. АСТ, 2023. ISBN 978-5-17-126938-8.
- Антонов Д., Майзульс М., Сукина Л. Русское Средневековье. Мир идей. СЛОВО, 2024. ISBN 978-5-387-02026-1

Сборники статей:
- In Umbra: Демонология как семиотическая система. Альманах. Вып. 1 / Отв. ред. и сост.: Д. И. Антонов, О. Б. Христофорова. М.: РГГУ, 2012. 550 с.; илл.
- In Umbra: Демонология как семиотическая система. Альманах. Вып. 2 Архивная копия от 20 октября 2019 на Wayback Machine / Отв. ред. и сост.: Д. И. Антонов, О. Б. Христофорова. М.: Индрик, 2013. 400 с.; илл.
- Сила взгляда: глаза в мифологии и иконографии / Отв. ред. и сост. Д. И. Антонов. М.: РГГУ, 2014; 2019. 364 с.; илл.
- In Umbra: Демонология как семиотическая система. Альманах. Вып. 3 / Отв. ред. и сост. Д. И. Антонов, О. Б. Христофорова. М.: Индрик, 2014. 464 с.; илл.
- О вере и суевериях: сборник статей в честь Е. Б. Смилянской / Сост. В. Е. Борисов; отв. ред. Д. И. Антонов. М.: Индрик, 2014. 352 с.; илл.
- In Umbra: Демонология как семиотическая система. Альманах. Вып. 4 / Отв. ред. и сост. Д. И. Антонов, О. Б. Христофорова. М.: Индрик, 2015. 365 с.; илл.
- Оборотни и оборотничество: стратегии описания и интерпретации. Материалы международной конференции / Отв. ред. и сост. Д. И. Антонов. М.: Издательский дом Дело, 2015. 156 с.
- In Umbra: Демонология как семиотическая система. Альманах. Вып. 5 / Отв. ред. и сост. Д. И. Антонов, О. Б. Христофорова. М.: Индрик, 2015. 360 с.; илл.<
- Изображение и культ: сакральные образы в христианских традициях. Материалы научной конференции Архивная копия от 20 сентября 2017 на Wayback Machine / Отв. ред. и сост. Д. И. Антонов. М.: Издательский дом Дело, 2017.
- In Umbra: Демонология как семиотическая система. Альманах. Вып. 6 / Отв. ред. и сост. Д. И. Антонов, О. Б. Христофорова. М.: Индрик, 2017. 344 с.; илл.
- In Umbra: Демонология как семиотическая система. Альманах. Вып. 7 / Отв. ред. и сост. Д. И. Антонов, О. Б. Христофорова. М.: РГГУ, 2018. 258 с.; илл.
- In Umbra: Демонология как семиотическая система. Альманах. Вып. 8 / Отв. ред. и сост. Д. И. Антонов, О. Б. Христофорова. М.: РГГУ, 2019. 360 с.; илл.

## Интервью
- Правмир: Историк Дмитрий Антонов — о том, как возникают мифы вокруг произведений искусства Архивная копия от 29 сентября 2020 на Wayback Machine
- РГГУ: Дмитрий Антонов — «Визуальное Средневековье множеством нитей связано с современностью»

## Видео-лекции
- Русская иконография Рождества Христова: презентация Центра визуальных исследований Средневековья и Нового времени РГГУ и лекция в культурном центре «Покровские ворота» (2019)
- Средневековая культура и демонология: «Фигура речи» с Николаем Александровым на ОТР (2017)
- Семиотика иконографии. Университетские субботы РГГУ (2015)
- Русская средневековая эсхатология: в ожидании конца времен. Университетские субботы РГГУ (2015) Архивная копия от 25 марта 2019 на Wayback Machine
- «Сакральный вандализм» или читатель с ножом: кто «убивал» средневековые изображения? Университетские субботы РГГУ (2015)
- Иуда в средневековой иконографии. Доклад на XX Лотмановских чтениях (Европейский университет в Санкт-Петербурге, 2012)
- Змеи и драконы в древнерусской иконографии. Лекция в Институте всеобщей истории РАН (2015)